# Biserica de lemn din Gheghie
Biserica de lemn din Gheghie se află în localitatea omonimă din județul Bihor. Biserica a fost ridicată probabil în secolul XVIII și conform tradiției, a fost adusă din satul vecin Luncșoara. Biserica se află pe noua listă a monumentelor istorice sub codul LMI:  BH-II-m-A-01152.

## Imagini

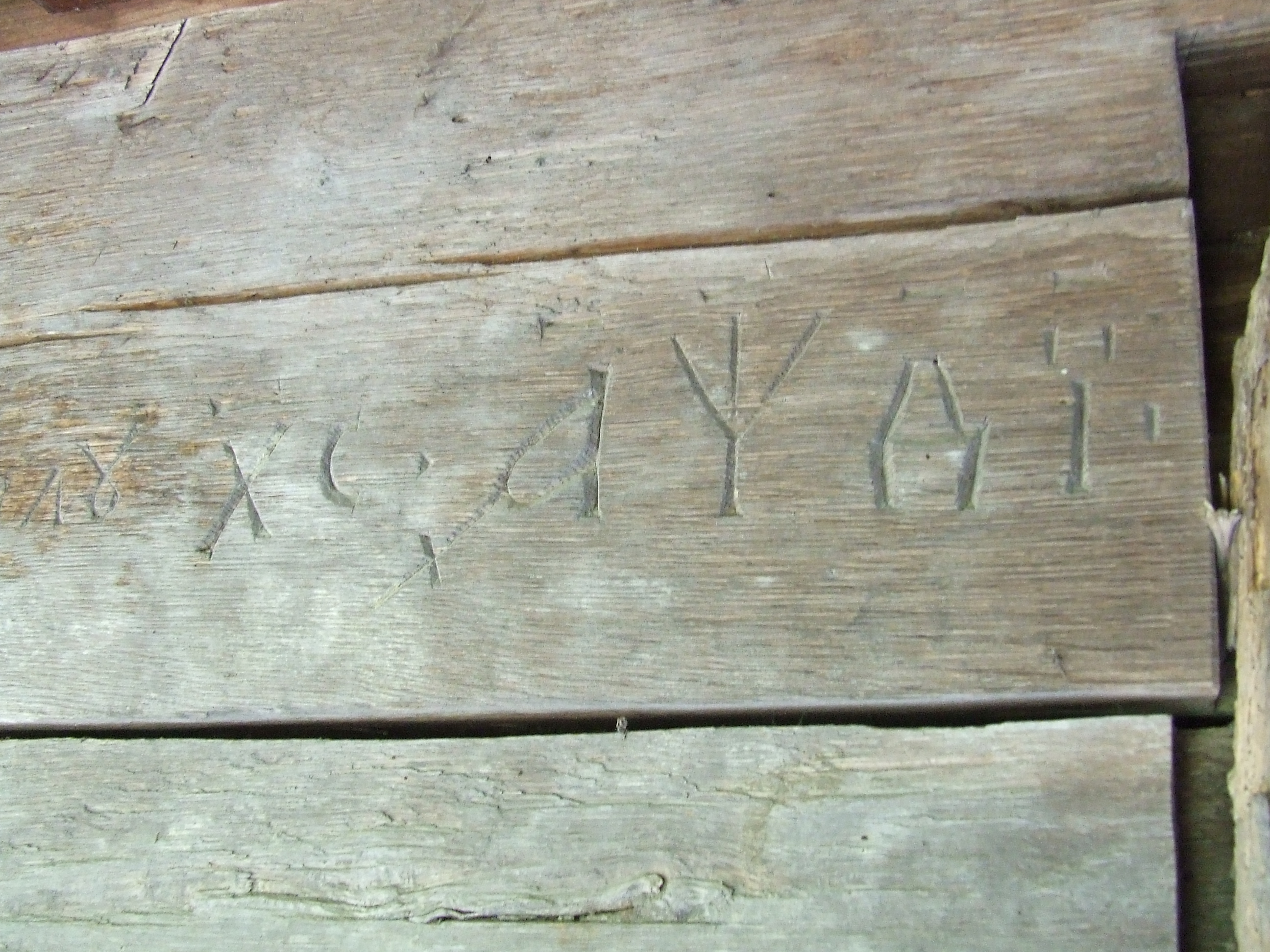
Insripție
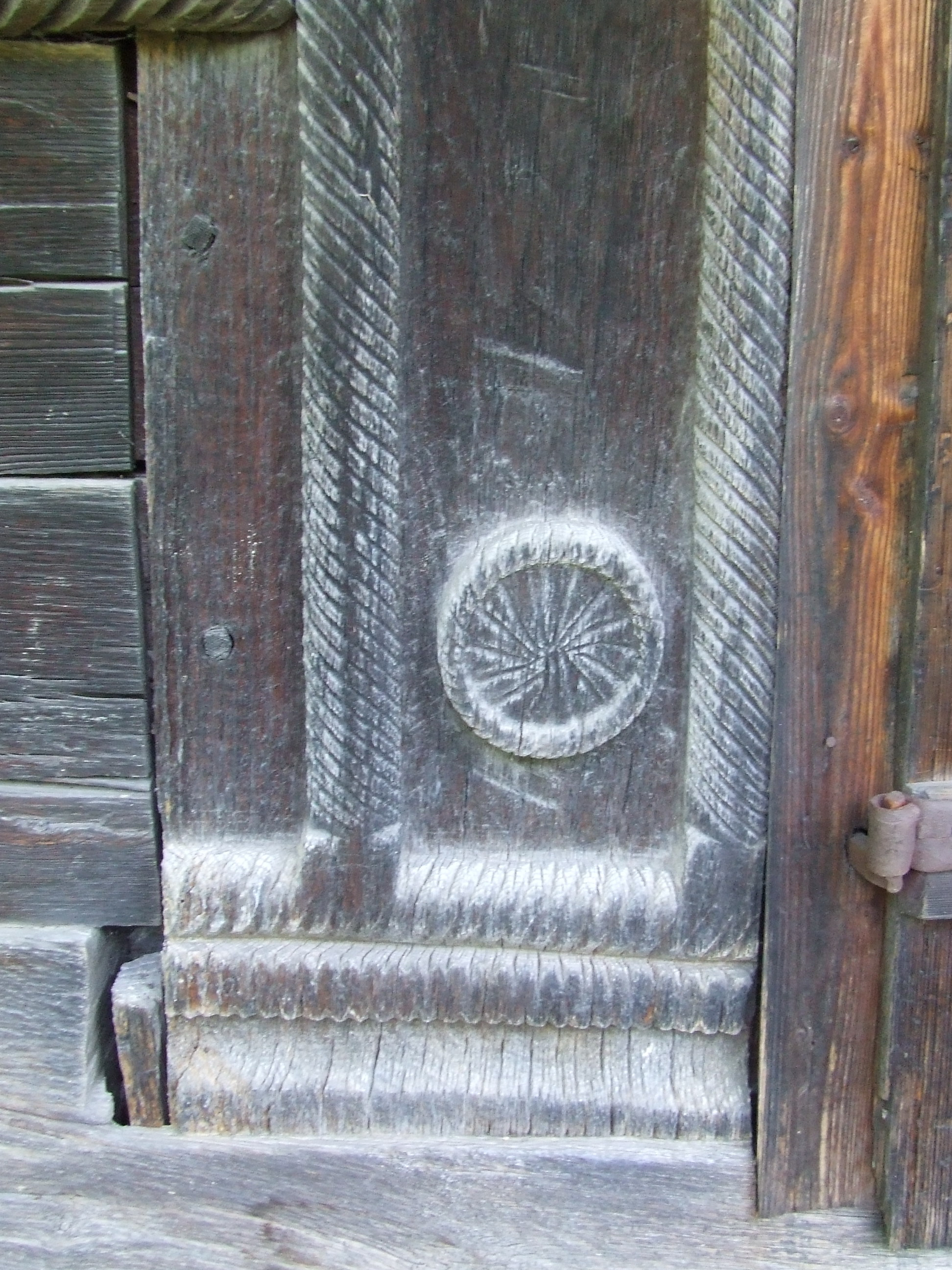
Detaliu portal
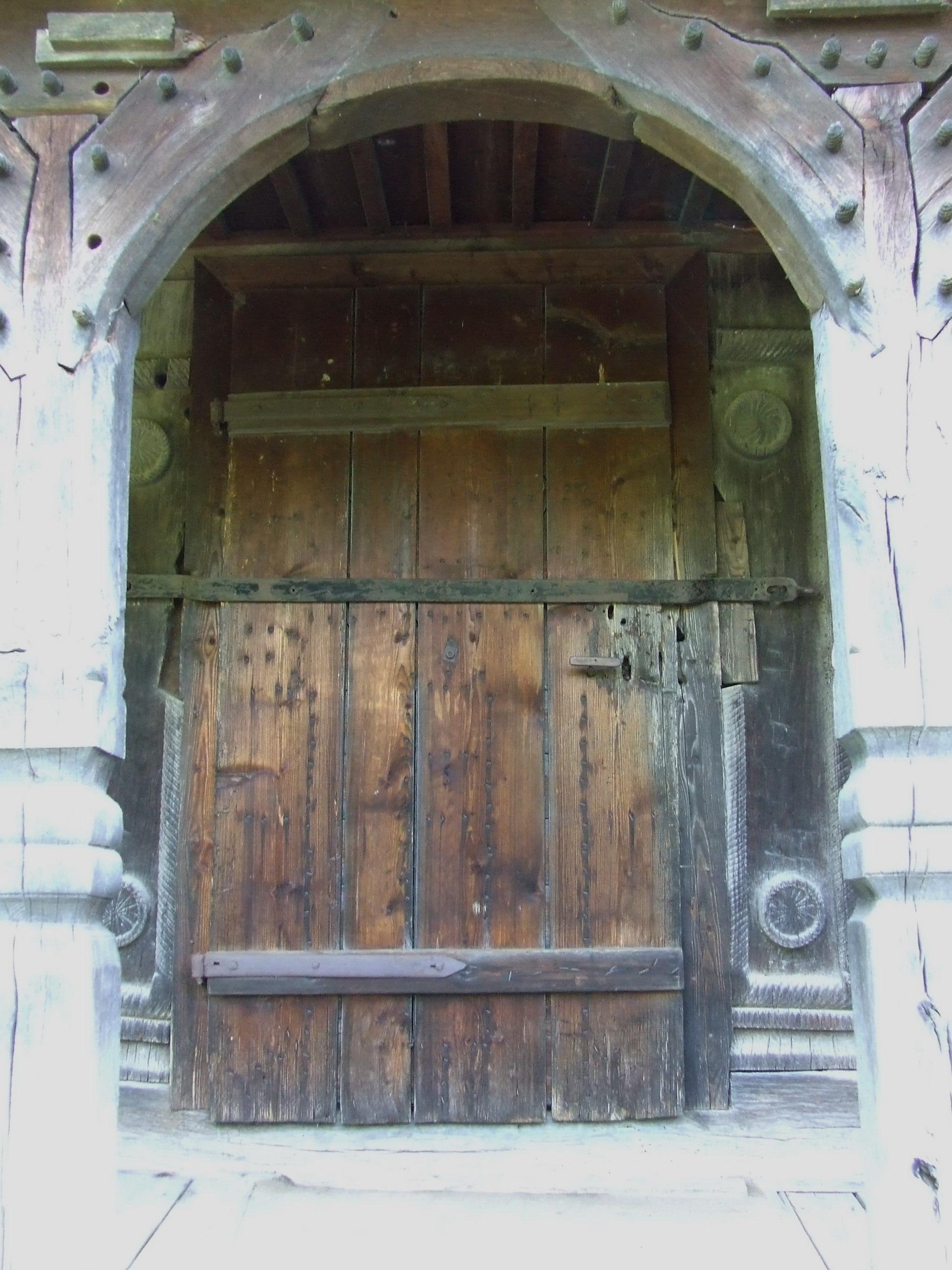
Portalul intrării
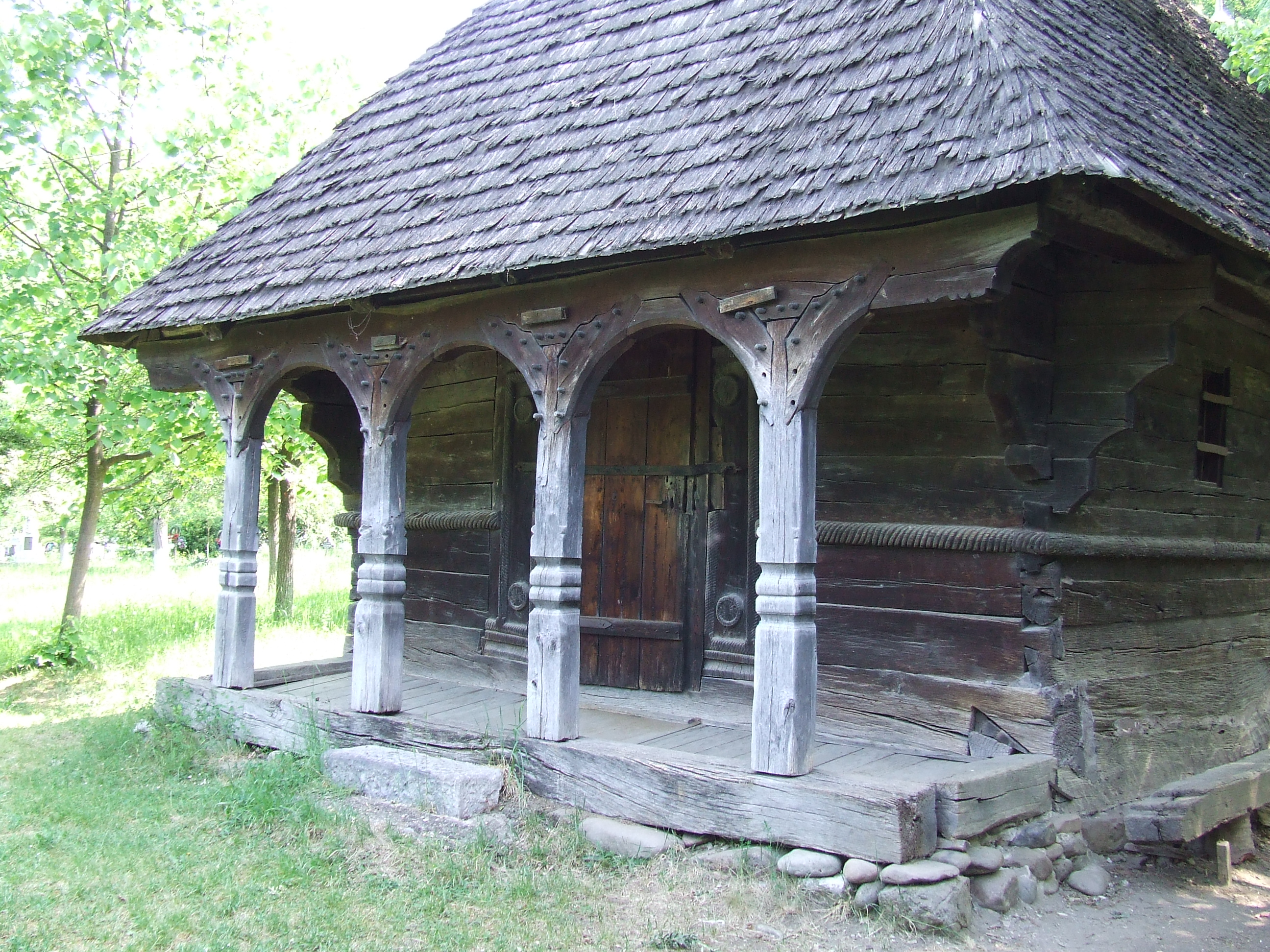
Latura de vest a bisericii
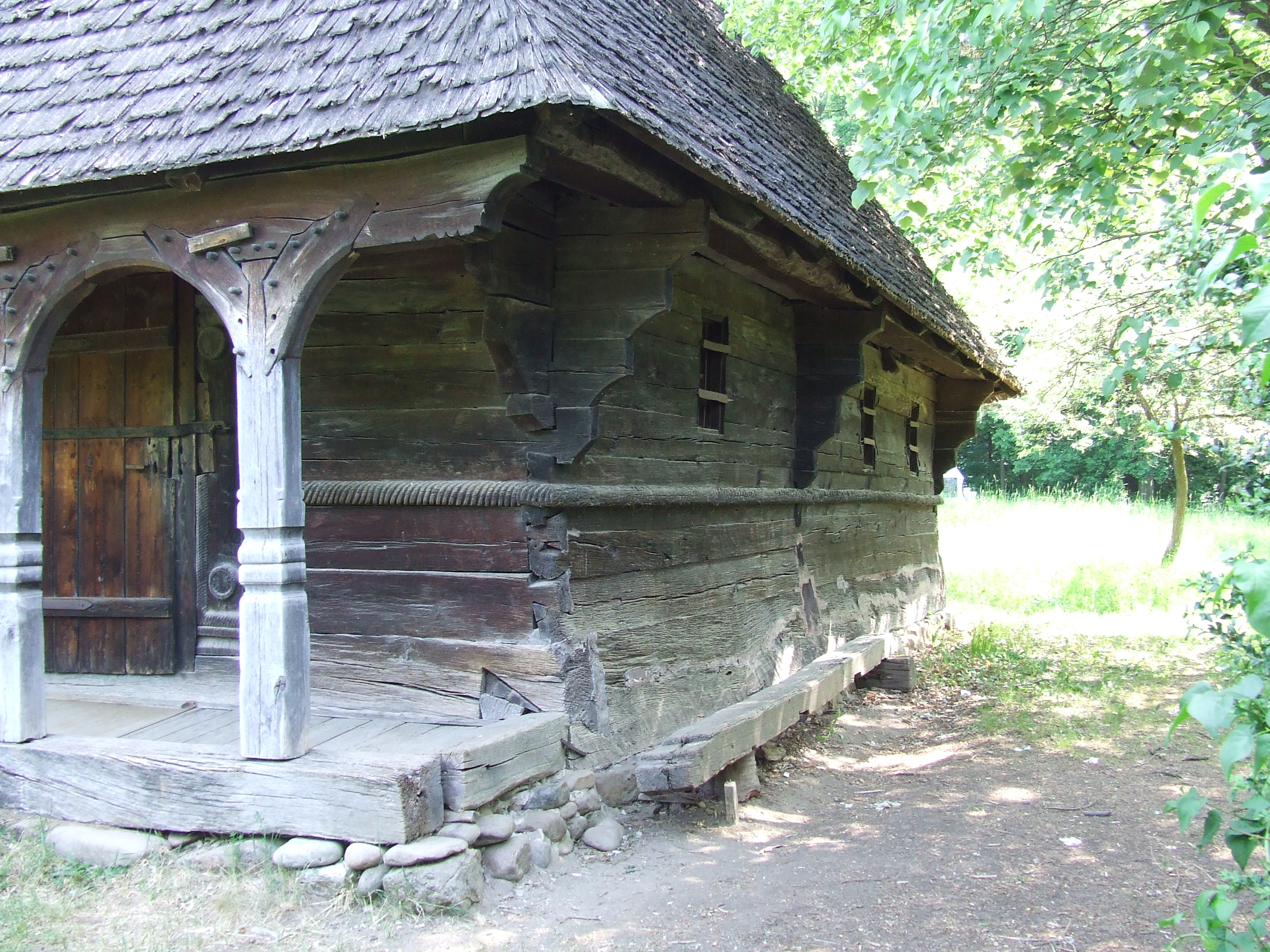
Latura de sud a bisericii
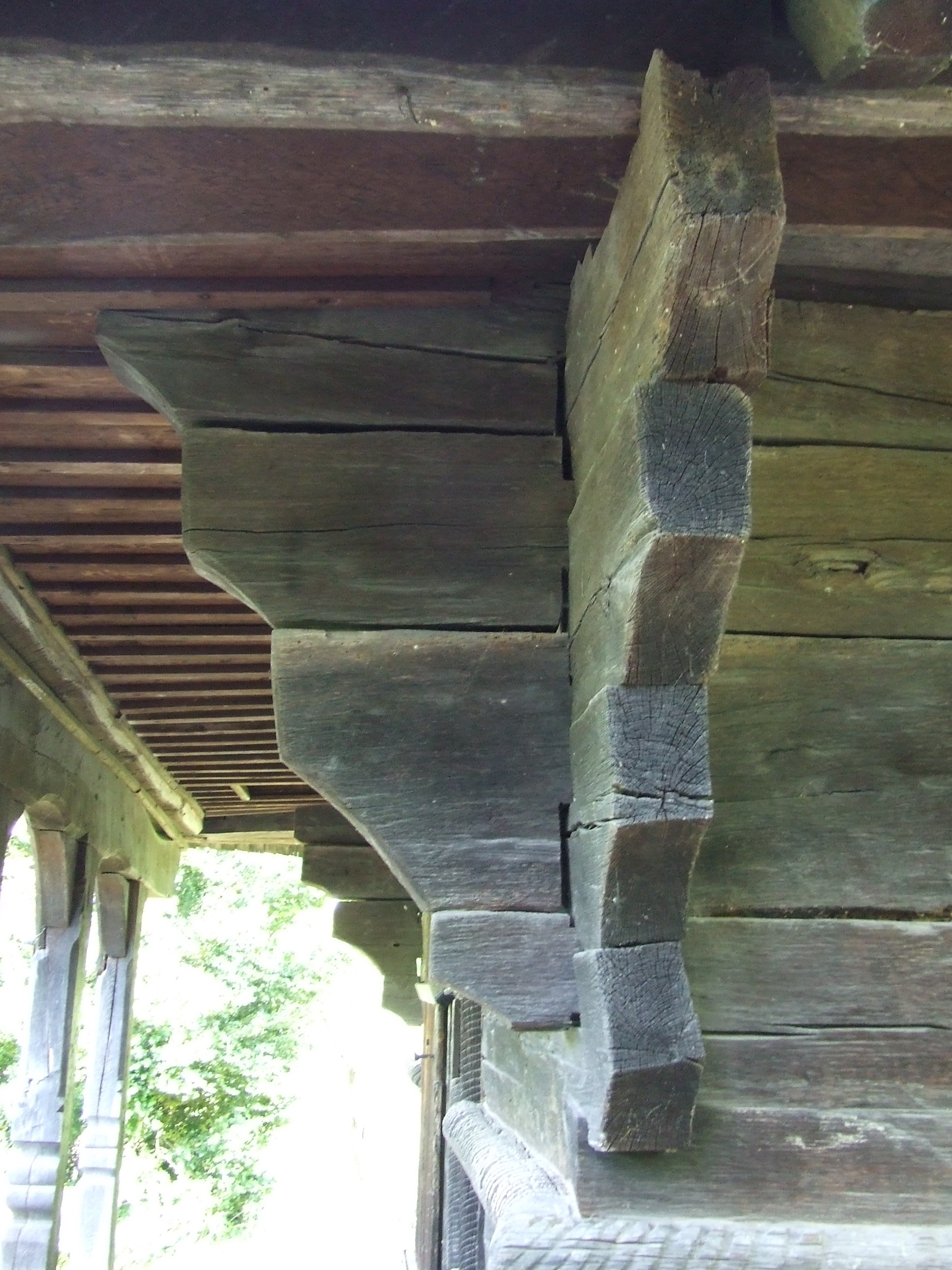
Consolă
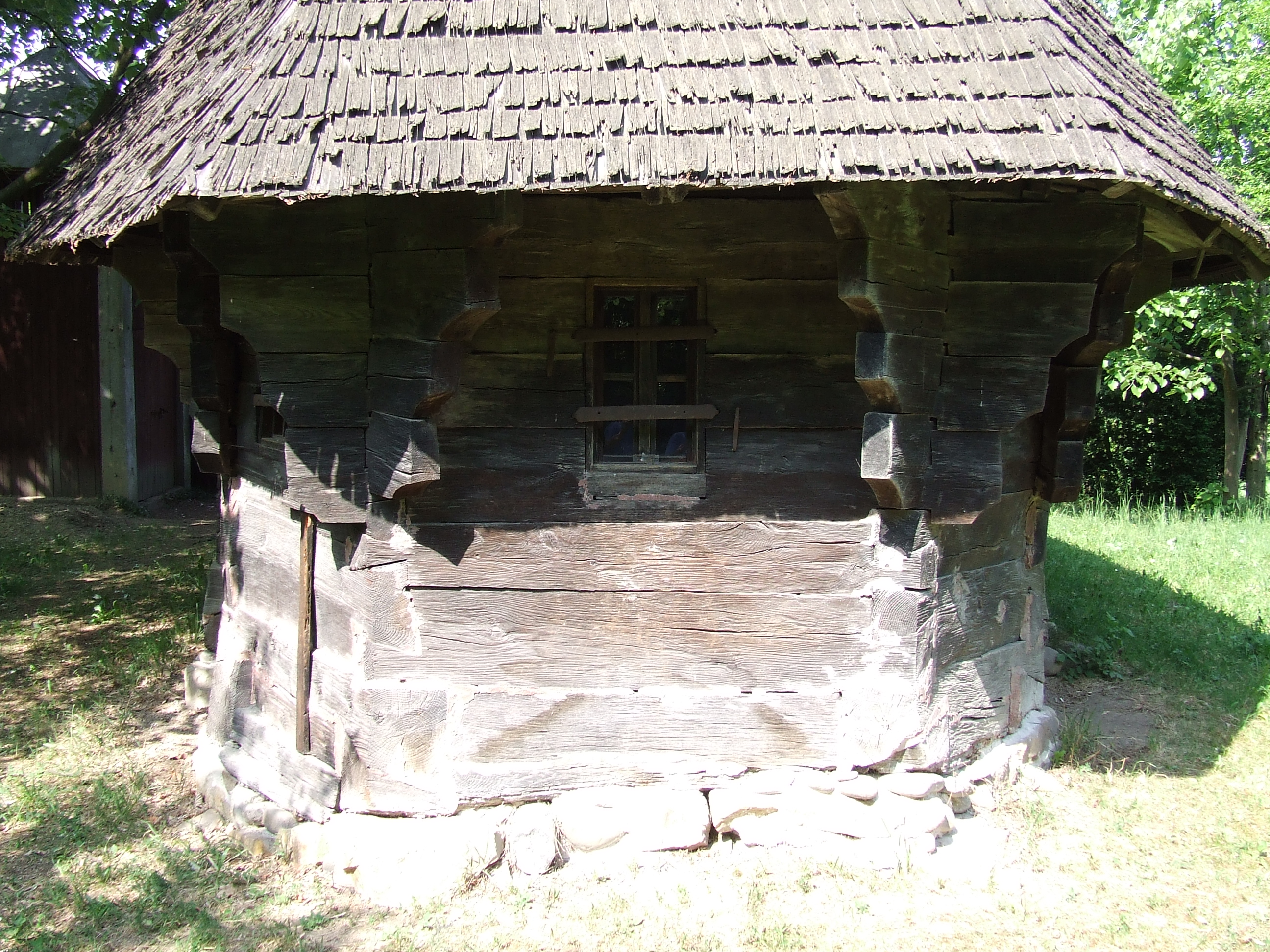
Absida altarului
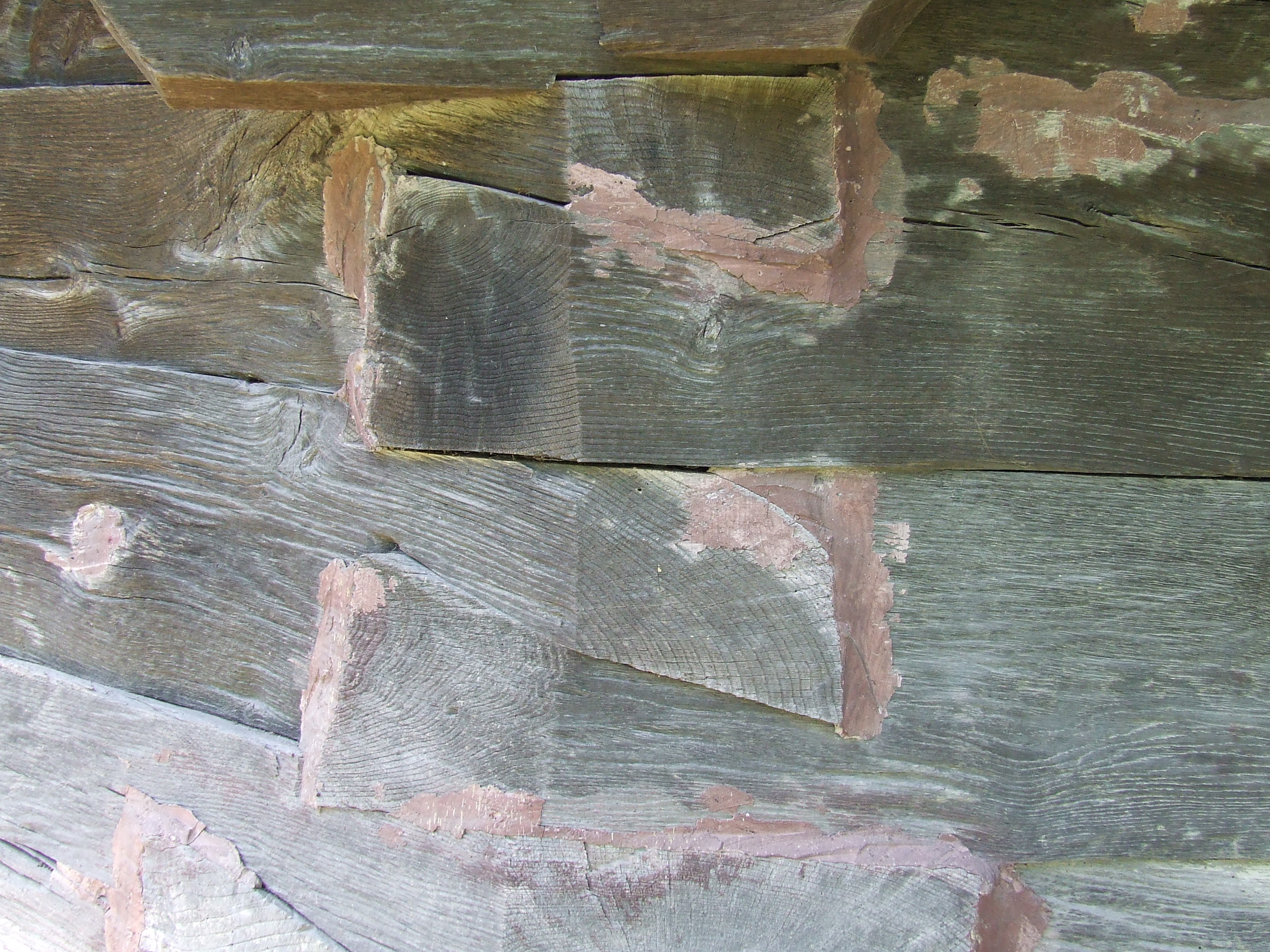
Detaliu îmbinare